# Pankratz Bay
Die Pankratz Bay ist eine Bucht an der Westküste der Siple-Insel vor der Bakutis-Küste des westantarktischen Marie-Byrd-Lands. Sie liegt unmittelbar südlich des Lovill Bluff und öffnet sich zum Wrigley Gulf.
Der United States Geological Survey kartierte sie anhand eigener Vermessungen und Luftaufnahmen der United States Navy aus den Jahren von 1959 bis 1965. Das Advisory Committee on Antarctic Names benannte es 1966 nach Leroy William Pankratz (* 1941), Geomagnetiker und Seismologe des United States Antarctic Research Program auf der Byrd-Station im Jahr 1965.